# Lysiphlebus fritzmuelleri
Lysiphlebus fritzmuelleri är en stekelart som beskrevs av Mackauer 1960. Lysiphlebus fritzmuelleri ingår i släktet Lysiphlebus och familjen bracksteklar. Inga underarter finns listade i Catalogue of Life.